# Bioethikkommission beim Bundeskanzleramt
Die Bioethikkommission beim Bundeskanzleramt (kurz Kommission) ist ein Beratungsorgan des Österreichischen Bundeskanzlers mit Sitz in Wien. Sie ist die österreichische Ethikkommission für Medizinethik auf Bundesebene.

## Organisation

### Aufgaben
Die Kommission berät den Bundeskanzler „in allen gesellschaftlichen, naturwissenschaftlichen und rechtlichen Fragen aus ethischer Sicht, die sich im Zusammenhang mit der Entwicklung der Wissenschaften auf dem Gebiet der Humanmedizin und -biologie ergeben“ (§ 2 BGBl. II 226/2001). Hierzu gehören insbesondere:
1. Information und Förderung der Diskussion über wichtige Erkenntnisse der Humanmedizin/-biologie und über die damit verbundenen ethischen Fragen in der Gesellschaft
2. Erstattung von Empfehlungen für die Praxis
3. Erstattung von Vorschlägen über notwendige legistische Maßnahmen
4. Erstellung von Gutachten zu besonderen Fragen

### Mitgliedschaft
Die Kommission besteht aus 15–25 stimmberechtigten Mitgliedern, die jeweils für eine Funktionsperiode von drei Jahren ernannt werden. Eine Wiederbestellung ist möglich (§ 3 ff BGBl. II 226/2001).
Mitglieder:
- Christiane Druml:  Direktorin des Josephinums – Sammlungen der Medizinischen Universität Wien; Inhaberin des UNESCO-Lehrstuhls (Organisation der Vereinten Nationen für Erziehung, Wissenschaft und Kultur) für Bioethik; ehem. Vizerektorin für klinische Angelegenheiten der Medizinischen Universität Wien (2011–2015); ehem. Mitglied des International Bioethics Committee der UNESCO (2008–2015); Mitglied des Obersten Sanitätsrates der Republik Österreich.
- Markus Hengstschläger: Stellvertretender Vorsitzender; Universitätsprofessor für Medizinische Genetik, Vorstand des Instituts für Medizinische Genetik der Medizinischen Universität Wien, Mitglied des Rates für Forschung und Technologieentwicklung
- Peter Kampits: Zweiter Stellvertretender Vorsitzender; emeritierter Universitätsprofessor für Philosophie am Philosophischen Institut der Universität Wien, Vorsitzender des Wiener Beirates für Bio- und Medizinethik, Leiter der „Forschungsstelle für Ethik und Wissenschaft im Dialog“, des Zentrums für Ethik in den Wissenschaften an der NÖ Landesakademie und der Wiener Dokumentationsstelle für Ethik und Wissenschaft
- Matthias Beck: Außerordentlicher Universitätsprofessor für Moraltheologie mit Schwerpunkt Medizinethik; Sachverständiger im Deutschen Bundestag, Mitgliedschaften: Beratergremium der Europäischen Bischofskonferenzen (COMECE) in Brüssel, Europäische Akademie der Wissenschaften und Künste, Akademie für Ethik in der Medizin, Europäische Gesellschaft für Katholische Theologie (ESCT/ET), Internationale Vereinigung für Moraltheologie und Sozialethik, Association of Bioethicists in Central Europe (BCE)
- Alois Birklbauer: Universitätsprofessor für Strafrecht an der Johannes Kepler Universität Linz; Leiter der Abteilung für Praxis der Strafrechtswissenschaften und Medizinstrafrecht. Mitglied verschiedener gesellschaftspolitischer Kommissionen (Opferschutzkommission des Landes OÖ, Strafvollzugskommission für OÖ, Menschenrechtsbeirat beim BMI) und parlamentarischer Gremien (Enquetekommission zur Reform strafrechtlicher Sanktionen, Justizunterausschuss zur StPO-Reform)
- Andrea Bronner: Wiener Psychoanalytische Vereinigung, Fachärztin für Psychiatrie und Neurologie. Stellvertretende Vorsitzende der Wiener Psychoanalytischen Vereinigung
- Christian Egarter: Außerordentlicher Universitätsprofessor für gynäkologische Endokrinologie und Reproduktionsmedizin, Medizinische Universität Wien; Universitätsklinik für Frauenheilkunde, Leiter der Abteilung für Gynäkologische Endokrinologie und Reproduktionsmedizin
- Thomas Frühwald: Leitender Oberarzt der Abteilung für Akutgeriatrie am Krankenhaus Hietzing mit Neurologischem Zentrum Rosenhügel, Wien; Facharzt für Innere Medizin und Geriatrie. Vorstandsmitglied der Österreichischen Gesellschaft für Geriatrie und Gerontologie. 2008 Verleihung des Berufstitels Professor. 2010 Verleihung des Ignatius Nascher-Preis für Geriatrie der Stadt Wien. Mitglied des Wiener Beirates für Bio- und Medizinethik. Mitglied des Beirates für Altersmedizin des Bundesministeriums für Gesundheit
- Ludwig Kaspar: Facharzt für Innere Medizin (Kardiologie, Intensivmedizin), Leiter des Gesundheits- und Vorsorgezentrums im Sanatorium Hera, Sprecher der Austrian Hospital and Healthcare Services Plattform des Verbandes der Öffentlichen Wirtschaft und Gemeinwirtschaft Österreichs und Member of the Steering Committee (HOSPEEM, Brüssel)
- Lukas Kenner: Außerordentlicher Universitätsprofessor für Molekularpathologie, Klinisches Institut für Pathologie, Medizinische Universität Wien. Abteilungsleiter am Ludwig Boltzmann Institut für Krebsforschung
- Maria Kletecka-Pulker:  Geschäftsführerin am Institut für Ethik und Recht in der Medizin an der Universität Wien, Wissenschaftliche Mitarbeiterin der Medizinischen Universität Wien, Vorstandsmitglied bei der Österreichischen Plattform Patientensicherheit.
- Ursula Köller: Universitätsprofessorin für medizinische und chemische Labordiagnostik an der Medizinischen Universität Wien, Vorstand des Institutes für Labormedizin mit Serologie und Infektionsdiagnostik im Krankenhaus Hietzing mit Neurologischem Zentrum Rosenhügel
- Johannes Gobertus Meran: Universitätsprofessor für Innere Medizin, Vorstand der Abteilung für Innere Medizin im Krankenhaus Barmherzige Brüder (Wien), Herausgeber des Diskussionsforums Medizinische Ethik, Mitherausgeber der Wiener Medizinischen Wochenschrift, Professor für Pastoralmedizin der phil. theol. Hochschule Heiligenkreuz, Mitglied des Vorstandes der Österreichischen Gesellschaft für Hämatologie und Onkologie
- Stephanie Merckens: Juristin; Referentin für Bioethik und Lebensschutz sowie Beiratsmitglied des Instituts für Ehe und Familie der österreichischen Bischofskonferenz, Mitglied im Familienbeirat des Landes Oberösterreich, Mitglied im Kollegium des Landesschulrates Oberösterreich, ehem. Rechtsanwältin
- Barbara Prainsack: (Ordentliche) Professorin für Soziologie am Department for Social Science, Health & Medicine am Londoner King’s College; Honorary Senior Research Fellow am Department of Twin Research & Genetic Epidemiology, St. Thomas’ Hospital, King’s College London, und Gastprofessorin am Centre for Biomedicine & Society an der Brunel University, London. Vertreterin des Vereinigten Königreiches in der Domäne für Sozial-, Rechts- und Geisteswissenschaften in COST (European Cooperation in Science and Technology).
- Walter Schaupp: Universitätsprofessor für Moraltheologie an der Katholisch-Theologischen Fakultät der Karl-Franzens Universität Graz, Mitglied des Ethikkomitees von Eurotransplant und der Ethikkommission am Landeskrankenhaus Universitäts-Klinikum Graz
- Andreas Valentin: Facharzt für Innere Medizin (Intensivmedizin, Kardiologie); Leiter der Abteilung Innere Medizin, Kardinal Schwarzenberg’sches Krankenhaus, Schwarzach im Pongau, ehemaliger Leiter der Allgemeinen und Internistischen Intensivstation, Rudolfstiftung Wien; ehemaliger Präsident des Verbands der Intensivmedizinischen Gesellschaften Österreichs (2011–2014), Präsident der Österreichischen Gesellschaft für Internistische und Allgemeine Intensivmedizin und Notfallmedizin (2014–2017), Head of the Working Group on Quality Improvement of the European Society of Intensive Care Medicine, Leiter des postgradualen Universitätslehrgangs "Patientensicherheit und Qualität im Gesundheitssystem" (Medizinische Universität Wien und Universität Wien).
- Klaus Voget: Vorstand des Bezirksgerichts Donaustadt in Wien, Präsident der Österreichischen Arbeitsgemeinschaft für Rehabilitation, Präsident des Österreichischen Zivil-Invalidenverbandes
- Ina Wagner: Universitätsprofessorin für Multidisciplinary Design and Computer Supported Cooperative Work, Vorstand des Instituts für Gestaltungs- und Wirkungsforschung der Technischen Universität Wien
- Jürgen Wallner: Privatdozent an der Rechtswissenschaftlichen Fakultät der Universität Wien, Institut für Rechtsphilosophie, Religions- und Kulturrecht. Seit 2010 Leiter des Personalmanagements, Organisationsentwicklung, Ethikberatung im Krankenhaus der Barmherzigen Brüder Wien.
- Christiane Wendehorst: Universitätsprofessorin für Zivilrecht, Universität Wien; Vize-Präsidentin des European Law Institute, wirkliches Mitglied der Österreichischen Akademie der Wissenschaften. Bis 2008 Inhaberin eines Lehrstuhls für Bürgerliches Recht, Medizinrecht ua an der Universität Göttingen, 2006–2008 Mitglied im Vorstand des Zentrums für Medizinrecht der Universität Göttingen, 1999–2005 Direktorin der Abteilung für Arzt- und Arzneimittelrecht, 2001–2008 Mitglied der Ethik-Kommission am Universitätsklinikum Göttingen, Mitglied der Akademie für Ethik in der Medizin.
- Siegfried Meryn (seit 2017)[4]
- Gabriele Werner-Felmeyer (seit 2017)[4]
- Christina Peters (seit 2017)[4]
- Michael Mayrhofer (seit 2017)[4]

#### Ehemalige Mitglieder
- Karl Acham (Universität Graz, bis 2007)[5]
- Meinrad Peterlik (AKH Wien, bis 2007)[5]
- Renee Schroeder (Uni Wien, bis 2007)[5]
- Helmut Fuchs (Uni Wien)[6]
- Diana Bondermann (bis 2017)[4]: Universitätsdozentin an der Universitätsklinik für Innere Medizin II, Abteilung für Kardiologie, Medizinische Universität Wien, Leiterin des kardiopulmonalen Arbeitskreises der Österreichischen Kardiologischen Gesellschaft
- Meinhard Kneussl (bis 2017)[4]: Universitätsprofessor an der Medizinischen Universität Wien und Vorstand der 2. Medizinischen Abteilung mit Pneumologie am Wilhelminenspital Wien, Facharzt für Lungenkrankheiten, Innere Medizin, Additivfacharzt für Kardiologie, internistische/pneumologische Intensivmedizin und internistische Sportmedizin. Vizepräsident, ab 2015 Präsident der Österreichischen Gesellschaft für Pneumologie, Fulbright-Stipendiat 1976/1977, Eiselsberg-Preisträger 1987, korrespondierendes Mitglied der American Physiological Society und Vorsitzender des Primarärztekollegiums am Wilhelminenspital Wien
- Arnold Pollak (bis 2017)[4]: Universitätsprofessor für Kinder- und Jugendheilkunde, Medizinische Universität Wien; Universitätsklinik für Kinder- und Jugendheilkunde, (Zusatzgebiete: Humangenetik, Intensivmedizin, Neonatologie und Päd. Intensivmedizin). Vorstandsmitglied in der Österr. Gesellschaft für Prä- und Perinatale Medizin
- Anna Sporrer (bis 2017)[4]: Vizepräsidentin des Verwaltungsgerichtshofes; bis Ende 2013 stellvertretende Sektionsleiterin im Verfassungsdienst des Bundeskanzleramtes. Stellvertretende Vorsitzende der Schiedskommission der Medizinischen Universität Wien. 1999–2001 stellvertretendes Mitglied und 2009–2013 Mitglied des Menschenrechtsbeirates im Innenministerium bzw. ab 2012 der Volksanwaltschaft. 1995–1998 Vorsitzende der Gleichbehandlungskommission für die Privatwirtschaft. Expertin im Bereich Verfassungs- und Verwaltungsrecht, Grund- und Menschenrechte, Gleichbehandlungs- und Antidiskriminierungsrecht

### Geschäftsführung
Unterstützt wird die Kommission sowohl organisatorisch als auch inhaltlich von einer Geschäftsstelle, die im Bundeskanzleramt angesiedelt ist („Das Bundeskanzleramt unterstützt als Geschäftsstelle die Kommission und deren Organe bei der Erfüllung der Aufgaben,“ § 9 BGBl. II 226/2001).

## Arbeitsweise und Geschichte
Die Bioethikkommission wurde 2001 unter Kanzler Schüssel per Verordnung (BGBl. II 226/2001) begründet, um die prekärer werdenden Fragen der therapeutischen Humanwissenschaften aus ethischer Sicht, insbesondere etwa der Gentechnik und der seinerzeit hochumstrittenen Präimplantationsdiagnostik, der Stammzellenforschung oder zum Klonen, wie auch der Sterbehilfe zu diskutieren. In den folgenden Jahren war sie maßgeblich an der Umsetzung der Biomedizinkonvention des Europarates (Oviedo-Konvention, 1997; Empfehlung für einen „ehestmöglichen“ Beitritt; Österreich hat bis heute nicht unterschrieben), der EU-Biotechnologie-Richtlinie (98/44/EG) oder der Fortpflanzungsmedizingesetz-Novellen (2004, wieder 2015) beteiligt.
In den folgenden Jahren befasste sich diese mit Grundsatzfragen der Medizinethik und aktuellen Fragen.
In ihrer Beratungstätigkeit für den Bundeskanzler gibt die Bioethikkommission Empfehlungen für die Praxis, arbeitet Vorschläge über notwendige legistische Maßnahmen aus und erstellt Gutachten zu besonderen Fragen (Stellungnahmen).
Empfehlungen betrafen in der Vergangenheit die Bereiche Terminologie medizinischer Entscheidungen am Lebensende, Kodifikation des Forschungsrechts, partizipativer Medizin und Medizin im Internet (Ratgeberseiten, Gen- und Genomtests), ethische Aspekte der Entwicklung und des Einsatzes assistiver Technologien, Forschung an humanen embryonalen Stammzellen, Empfehlungen mit Genderbezug für Ethikkommissionen und klinische Studien, Nabelschnurblutbanken, Nanotechnologie, einem Katalog ethischer Probleme und Empfehlungen, Biobanken für die medizinische Forschung, Thesen zur Debatte „Kind als Schaden“ aus Anlass divergierender Entscheidungen des Obersten Gerichtshofes, Präimplantationsdiagnostik (PID), Stammzellenforschung im Kontext des 6. EU-Rahmenprogrammes.
Jährlich veröffentlicht die Kommission einen Tätigkeitsbericht.